# Rachiptera biarcuata
Rachiptera biarcuata är en tvåvingeart som först beskrevs av Friedrich Georg Hendel 1914.  Rachiptera biarcuata ingår i släktet Rachiptera och familjen borrflugor. Inga underarter finns listade i Catalogue of Life.